# Karol Marek Klimczak
Karol Marek Klimczak (ur. 2 maja 1980) – polski ekonomista specjalizujący się w sprawozdawczości przedsiębiorstw, komunikacji z interesariuszami i zarządzaniu ryzykiem, pracownik Wydziału Organizacji i Zarządzania Politechniki Łódzkiej. Posługuje się dwoma imionami (Karol Marek) ze względu na zbieżność nazwiska z prezesem zarządu znanego klubu piłkarskiego Lech Poznań. Jego prace naukowe koncentrują się na komunikacji między przedsiębiorstwami a inwestorami na rynkach kapitałowych. W badaniach wykorzystuje dane statystyczne o przedsiębiorstwach, metody statystyczne i eksploracji danych, w tym text mining.

## Życiorys
Karierę akademicką rozpoczął na Wydziale Ekonomiczno-Socjologicznym Uniwersytetu Łódzkiego, gdzie studiował Stosunki Międzynarodowe, a następnie rozpoczął studia doktoranckie pod kierunkiem Prof. Wiesława Dębskiego. W 2007 roku obronił rozprawę doktorską pt. „Zarządzanie ryzykiem finansowym w polskich przedsiębiorstwach działających w otoczeniu międzynarodowym”. W rozprawie widoczne są zainteresowania badawcze, które kontynuował w kolejnych publikacjach: przedsiębiorstwo jako obiekt badania, teoria ekonomii finansowej, rynek międzynarodowy, analiza informacji publikowanych przez przedsiębiorstwa, zastosowanie metod statystycznych i ekonometrycznych. Wyniki badań opublikował w międzynarodowym czasopiśmie, The Journal of Risk Finance. Po uzyskaniu stopnia doktora objął stanowisko adiunkta na niepublicznej uczelni, Akademii Leona Koźmińskiego w Warszawie, w Katedrze Rachunkowości kierowanej przez prof. Dorotę Dobiję, gdzie specjalizował się w tematyce sprawozdawczości spółek giełdowych i prowadził zajęcia w języku angielskim. W 2014 roku opublikował monografię pt. „Wycena akcji a sprawozdawczość finansowa”, która stanowiła podstawę do uzyskania habilitacji w 2016 roku. Po uzyskaniu stopnia doktora habilitowanego podjął pracę na Wydziale Nauk Ekonomicznych i Zarządzania Uniwersytetu Nawarry w Pampelunie. W 2017 roku opublikował monografię dotyczącą komunikacji na polskim rynku kapitałowym. W 2020 roku rozpoczął pracę na Wydziale Zarządzania i Inżynierii Produkcji Politechniki Łódzkiej, gdzie realizuje projekt badawczy na temat ewolucji języka sprawozdawczości finansowej z zastosowaniem metod komputerowych, takich jak Słowosieć. W 2020 roku uczestniczył w wymianie z Akademią Studiów Ekonomicznych w Bukareszcie jako visiting professor. W 2022 roku został nominowany do międzynarodowego programu ACCA-IAAER Scholars Program, otrzymując dwuletnie stypendium do prowadzenia badań.

## Zainteresowania badawcze
Prowadzi badania z zakresu finansów przedsiębiorstw i sprawozdawczości (rachunkowości) finansowej. Przedmiotem jego badań są spółki, których akcje są notowane na giełdach (regulowanych rynkach kapitałowych), szczególnie na rynku polskim i rynkach rozwijających się. Jego wczesne publikacje dotyczyły zarządzania ryzykiem finansowym i operacyjnym. Późniejsze publikacje koncentrują się na sprawozdaniach finansowych spółek giełdowych i Międzynarodowych Standardach Sprawozdawczości Finansowej. W badaniach posługuje się teoriami wyceny przedsiębiorstw, zaproponował zastosowanie modelu zysku rezydualnego w kontekście polskiego rynku kapitałowego. Od 2015 roku jego publikacje zwracają się w stronę szerzej rozumianej komunikacji na rynku kapitałowym. Pracuje nad zdefiniowaniem języka finansowego na potrzeby przetwarzania komputerowego i sztucznej inteligencji.

## Wybrane publikacje

### Monografie i podręczniki
- Dobija, D., & Koładkiewicz, I. (2010). Ład korporacyjny. Podręcznik akademicki. Warszawa: Wolters Kluwer Polska.
- Dobija, D., Koładkiewicz, I., Klimczak, K. M., & Cieślak, I. (2011). Komitety rad nadzorczych. Warszawa: Wolters Kluwer Polska.
- K.M. Klimczak: Wycena akcji a sprawozdawczość finansowa. Warszawa: Poltext, 2014, s. 320. ISBN 978-83-7561-470-1.
- Klimczak, K. M., Dynel, M., & Pikos, A. (2017). Corporate financial communication in Poland. Kraków ; Legionowo: edu-Libri.
- Klimczak K. M., Mleczko J., Więcek D. (2023). Działalność gospodarcza przedsiębiorstw w warunkach Przemysłu 4.0, PWE.
- Klimczak, K. M., & Shachmurove, Y. (2021). Organizational Change and Relational Resources. Routledge. https://doi.org/10.4324/9781003172604

### Sprawozdawczość i komunikacja przedsiębiorstw
- Dobija, D., & Klimczak, K. M. (2010). Development of accounting in Poland: Market efficiency and the value relevance of reported earnings. The International Journal of Accounting, 45(3), 356–374. https://doi.org/10.1016/j.intacc.2010.06.010
- Dobija, D., Klimczak, K. M., Roztocki, N., & Weistroffer, H. R. (2012). Information technology investment announcements and market value in transition economies: Evidence from Warsaw Stock Exchange. The Journal of Strategic Information Systems, 21(4), 308–319. https://doi.org/10.1016/j.jsis.2012.07.003
- Klimczak, K. (2011). Market reaction to mandatory IFRS adoption: evidence from Poland. Accounting & Management Information Systems / Contabilitate Si Informatica de Gestiune, 10(2), 228–248.
- Klimczak, K. M., & Szafrański, G. (2013). Coincident and Forecast Relevance of Accounting Numbers. Accounting Research Journal, 26(3), 239–255. https://www.doi.org/10.1108/ARJ-09-2012-0076
- Fijałkowska, D., Klimczak, K. M., & Pauka, M. (2015). Nadmierny optymizm w listach do akcjonariuszy wybranych spółek GPW w Warszawie. Zeszyty Naukowe Uniwersytetu Szczecińskiego. Finanse. Rynki Finansowe. Ubezpieczenia, 74(1), 35–45.
- Klimczak, K. M., Dynel, M., & Pikos, A. (2016). Goodwill Impairment Test Disclosures under Uncertainty. Journal of Accounting and Management Information Systems, 15(4), 639–660.
- Hadro, D., Klimczak, K. M., & Pauka, M. (2017). Impression Management in Letters to Shareholders: Evidence from Poland. Accounting in Europe, 14(3), 305–330. https://doi.org/10.1080/17449480.2017.1378428
- Klimczak, K. M., & Dynel, M. (2018). Evaluation Markers and Mitigators in Analyst Reports in Light of Market Response to Stock Recommendations. International Journal of Business Communication, 55(3), 310–337. https://doi.org/10.1177/2329488417738082
- Hadro, D., Klimczak, K. M., & Pauka, M. (2021). Management’s choice of tone in letters to shareholders: sincerity, bias and incentives. Spanish Accounting Review / Revista de Contabilidad, 24(2), 202–219. https://doi.org/10.6018/rcsar.393181
- Klimczak, K. M., Hadro, D., & Meyer, M. (2023). Executive communication with stakeholders on sustainability: the case of Poland. Accounting in Europe, 20(3), 281–303. https://doi.org/10.1080/17449480.2023.2213242
- Fijałkowska, J., Hadro, D., Supino, E., Klimczak, K.M. (W druku), Intelligibility of communication with stakeholders after accounting system change: an exploratory data analysis of Italian universities, Meditari Accountancy Research, Early Cite. https://doi.org/10.1108/MEDAR-01-2021-1175

### Zarządzanie ryzykiem
- Klimczak, K. M. (2008). Corporate hedging and risk management theory: evidence from Polish listed companies. The Journal of Risk Finance, 9(1), 20–39. https://doi.org/10.1108/15265940810842393
- Klimczak, K. M. (2009). Wdrażanie zarządzania ryzykiem w jednostkach sektora finansów publicznych. Przegląd Organizacji, (5), 23–26.
- Klimczak, K., & Pikos, A. (2010). Percepcja ryzyka a kontrola zarządcza w sektorze publicznym. Przegląd Organizacji, (12), 27–30.
- Klimczak, K. M., & Zarzycka, E. (2011). Metody wyceny rozchodu zapasów z perspektywy normatywnej i pozytywnej teorii rachunkowości – przypadek PKN Orlen. Zeszyty Teoretyczne Rachunkowości, 64(120), 163–178.
- Breen, E., Clearfield, A., & Klimczak, K. M. (2012). ICGN corporate risk oversight guidelines: The role of the board and institutional shareholders. Journal of Risk Management in Financial Institutions, 5(2), 115–127.
- Pikos, A., & Klimczak, K. M. (2013). Risk-based management control in the public sector in Poland. Zeszyty Teoretyczne Rachunkowości, (72), 63–77.
- Klimczak, K. M., Sison, A. J. G., Prats, M., & Torres, M. B. (2022). How to Deter Financial Misconduct if Crime Pays? Journal of Business Ethics, 179, 205-222. https://doi.org/10.1007/s10551-021-04817-0
- Klimczak, K. M., Machowiak, W., Shachmurove, Y., & Staniec, I. (2023). Perceived collaborative risk in small and medium technology enterprises. Journal of Small Business Management, 61(2), 540–559. https://doi.org/10.1080/00472778.2020.1799305

### Zarządzanie finansami i rachunkowość
- Klimczak K.M, Zarzycka E. (2012). Metody wyceny rozchodu zapasów z perspektywy normatywnej i pozytywnej teorii rachunkowości – przypadek PKN Orlen. Zeszyty Teoretyczne Rachunkowości, 64(120), 2011, s. 163-178.
- Klimczak, K. M. (2013). Symulacja finansowa spółki za pomocą modelu zysku rezydualnego. Zeszyty Naukowe Uniwersytetu Szczecińskiego. Finanse, Rynki Finansowe, Ubezpieczenia, 59(760), 167–176.
- Klimczak, K. M. (2013). Wpływ cech spółki na mnożniki wyceny w modelu zysku rezydualnego. Zarządzanie i Finanse, 11(2/4), 267–278.
- Klimczak, K. M., & Krasodomska, J. (2017). The Role and Current Status of IFRS in the Completion of National Accounting Rules – Evidence from Poland. Accounting in Europe, 14(1–2), 158–163. https://doi.org/10.1080/17449480.2017.1302596
- Klimczak, K. M. (2020). Ekonomia nadużyć finansowych: Nadużycia rynkowe jako projekt inwestycyjny. W Manipulacje i oszustwa na rynku finansowym. Perspektywa konsumenta (s. 191–206). PWN.
- Klimczak, K. M., & Fryczak J. M. (2021). Danetyzacja - ekonomizacja i monetyzacja danych. w: Finanse cyfrowe informatyzacja cyfryzacja i danetyzacja (J. Monkiewicz, L. Gąsiorkiewicz, red., s. 59-79). Oficyna Wydawnicza Politechniki Warszawskiej.